# Cyathea percrassa
Cyathea percrassa är en ormbunkeart som beskrevs av Carl Frederik Albert Christensen. Cyathea percrassa ingår i släktet Cyathea och familjen Cyatheaceae. Inga underarter finns listade.